# Roberto de Newminster
San Roberto de Newminster (1100-1159) fue un sacerdote, abad y santo de la iglesia católica. 

## Primeros años
San Roberto nació en el distrito de Craven, cerca de Skipton en North Yorkshire, probablemente en la aldea de Gargrave. Estudió en la Universidad de París, donde se dice que compuso un comentario - ahora perdido - de los Salmos.  Se ordenó sacerdote, volviendo a servir en su provincia de Gargrave, donde fue el rector. Se alineó con la orden benedictina en Whitby, uniéndose a un grupo de monjes de la abadía de Santa María de York. Se establecieron en el monasterio en el invierno de 1132 en un valle cerca de Skeldale, en una tierra donada por el arzobispo Thurston.  Los primeros dos años fueron difíciles, y los monjes vivían en la extrema pobreza. Inicialmente vivieron en una débil estructura cerca del río Skell. En la provincia, los monjes fueron conocidos por su caridad, austeridad, y dedicación a la estricta vida benedictina. Eventualmente, su fama les trajo un nuevo novicio, Hugh, dean de York, que dejó su riqueza a la comunidad, y eso les permitió vivir con más facilidades. Por su gran cantidad de fuentes, la abadía fue llamada Fountains Abbey.  San Roberto es descrito como un hombre devoto, piadoso y justo en sus decisiones.

## Cisterciense y abad
San Roberto recibió el permiso para fundar un monasterio cisterciense en Fountains. Por el 1138, estableció la primera colonia a las afueras de Fountains y estableció la abadía de Newminster cerca del castillo de Ralph de Merlay, en Morpeth en Northumberland. Durante su mandato en la abadía, tres colonias de monjes fueron enviadas a fundar nuevos monasterios. Estos se establecieron en Pipewell (1143), Roche (1147), y Sawley (1148).

## Controversia y visita de San Bernardo
La Vida de Capgrave explica la acusación que recibió San Roberto de uno de sus monjes. Este, celoso del santo, acusó a Roberto de tener interés por una mujer del pueblo, así que tuvo que ir al extranjero (1147-1148), para defenderse ante San Bernardo. San Bernardo no duda de la inocencia de Roberto, ya que había recibido una señal celestial anunciando su conducta virtuosa. Ambos se hicieron amigos y San Bernardo le dio su cinturón, que hoy es considerado milagroso. Se dice que muchos enfermos se han recuperado con sólo tocarlo, que se encuentra actualmente en Newminster. También se dice que fue compañero del eremita San Godrico. En la noche que Roberto murió, San Godrico cuenta que tuvo una visión del alma de Roberto, como en una bola de fuego, que era elevada por unos ángeles hacia las puertas del cielo.

## Localización de las reliquias y milagros asociados a San Roberto
Las reliquias de San Roberto están en la iglesia de Newminster, y se han certificado numerosos milagros en su tumba. En primera instancia, un monje afirmó que un monje cayó de una escalera sin sufrir daños mientras se estaba construyendo la iglesia. Su tumba se convirtió en un lugar de peregrinación. 